# John Jackson Miller

John Jackson Miller, 2022

John Jackson Miller (* 12. Januar 1968) ist ein US-amerikanischer Comicbuchautor und Publizist. Er ist in der Szene für seine Ergebnisse auf dem Forschungsgebiet der Geschichte der Comicbuchumläufe bekannt, die er in dem Magazin Standard Catalog of Comic Books veröffentlichte.

## Leben
Da Miller seit frühester Kindheit selbst Comics sammelte, machte er sein Hobby zum Beruf und begann im Jahre 1993 als Redakteur beim Comicmagazin Comics Retailer. Nach der Einführung des Sammelkartenspiels Magic fügte er auch Kartenspiele zu seinem Magazin hinzu und benannte es 2001 um in Comics & Games Retailer. Seit der Übernahme von Scrye, einem Magazin, das Preislisten für Sammelkarten veröffentlicht, durch den Verlag Krause Publications ist er auch dort als Herausgeber tätig.
Seine ersten eigenen Comics erschienen 2003 mit der Crimson-Dynamo-Serie bei Marvel Comics. Im Jahre 2005 wurde er von Dark Horse Comics für Star Wars: Knights of the Old Republic verpflichtet, von denen er auch bis heute mehrere Bände produzierte. 2011 veröffentlichte er mit Knight Errant: Jägerin der Sith (Star Wars: Knight Errant) seinen ersten Star-Wars-Roman. Im Jahr darauf folgte die Kurzgeschichtensammlung Der Vergessene Stamm der Sith: Storys (Star Wars: Lost Tribe of the Sith – The Collected Stories). Von Miller stammt zudem die Comicadaption des Films Indiana Jones und das Königreich des Kristallschädels.